# Hegemony Gold: Wars of Ancient Greece
Hegemony Gold: Wars of Ancient Greece ist der erste Teil der Computer-Strategiespielreihe Hegemony, der vom kanadischen Studio Longbow Games entwickelt und am 23. Februar 2011 für Microsoft Windows veröffentlicht wurde. Er basiert auf dem in 2010 veröffentlichten Hegemony: Philip of Macedon, welches die Kampagnen von Philipp II. von Mazedonien zum Gegenstand hatte und erweitert diese um zwei weitere Kampagnen mit Bezug auf die Peloponnesischen Kriege zwischen Athen und Sparta.
Auf der Spielemesse PAX 2010 gewann Hegemony: Philip of Macedon den ersten Preis in der Kategorie Strategiespiele. Diese erste Version war ausschließlich auf der Webseite des Entwicklers erhältlich und ist inzwischen nicht mehr verfügbar.

## Rezeption
Das Spielemagazin GameStar bescheinigte Hegemony: Philip of Macedon „Fordernde Echtzeit-Global-Strategie“ und vergab eine Wertung von 73/100. Von Destructoid erhielt Hegemony Gold eine Wertung von 7,5/10. Das Strategie-Spielemagazin Armchair General bewertete Hegemony Gold mit 93/100: „[...] this game hooked me, and I think it might just hook you as well.“. Des Weiteren vergab PC Masters 84 % und GamingXP 70 %.